# ドナルド・マイケンバウム
ドナルド・マイケンバウム（Donald H. Meichenbaum, 1940年 - ）は、アメリカ出身の心理学者であり、1971年に自己教示訓練（Self Instruction Training）を、1985年にストレス免疫訓練（Stress Inoculation Training：SIT）を創始した。
現在、カナダのウォータールー大学教授。
1999年に早稲田大学人間科学部で開催された日本行動療法学会第18回大会において特別講演（ストレス免疫訓練－認知行動療法の理論と実際）を行うため、来日した。

## 主な著書
- 1977年 Cognitive-behavior modification: An integrative approach. New York : Plenum Press.
  - （根建金男(監訳) 石川利江・市井雅哉・大河内浩人・小川亮・越川房子・坂本久恵・佐々木和義・豊川輝・福井至・山本麻子(訳) 1992 認知行動療法：心理療法の新しい展開 京都：同朋舎出版）
- 1983年 Coping with stress. New York : Facts on File Publications.
  - （根建金男・市井雅哉(監訳) 1994 講談社現代新書1198 ストレス対処法 東京：講談社）
- 1985年 Stress inoculation training. New York : Pergamon Press.
  - （上里一郎(監訳) 根建金男・田中共子・大河内浩人(訳) 1989 ストレス免疫訓練：認知的行動療法の手引き 東京：岩崎学術出版社）